# Diritto comparato
Il diritto comparato è la branca della scienza giuridica che studia gli ordinamenti giuridici (per lo più statuali) in comparazione tra loro, attraverso un'analisi delle loro similarità e differenze.

## Definizione, ambito e metodo
Più in generale, e da un punto di vista macro, oggetto privilegiato dell'indagine comparatistica è lo studio dei diversi sistemi giuridici esistenti, tra i quali si possono ricordare le famiglie del common law, del civil law, del diritto socialista, del diritto islamico e del diritto asiatico. Dal punto di vista micro, invece, l'indagine può essere condotta comparando il diritto anche di due soli stati o, scendendo sempre più nel dettaglio, considerando singole materie, singoli istituti o singole norme.
Al suo interno il diritto comparato si suddivide ulteriormente in diverse branche, fra cui il diritto pubblico comparato, il diritto privato comparato e il diritto penale comparato. Il primo pone in relazione il diritto costituzionale delle varie nazioni, mentre gli altri due si occupano rispettivamente della materia civilistica e penalistica nei diversi sistemi o ordinamenti giuridici.
La comparazione riveste una notevole importanza per una comprensione più profonda delle regole di diritto proprie di ogni ordinamento giuridico. L'individuazione di una medesima norma o regola giuridica in più sistemi può, per esempio, permettere di scoprire se e come essi si siano vicendevolmente influenzati. 
Oggi la comparazione assume un'importanza sempre maggiore, soprattutto nell'ambito dell'Unione europea, proprio perché, mostrando l'esistenza di concetti e categorie comuni nei sistemi giuridici che la compongono, risulta essere uno strumento utile in mano ai giuristi che tentino di promuovere una maggiore armonizzazione del diritto europeo, al fine, per esempio, di agevolare la libera circolazione delle persone e di merci, servizi e capitali.

## Storia
Nel 1865, il politico palermitano Emerico Amari scrisse un’opera, Critica di una scienza delle legislazioni comparate, in cui usa il termine “comparato” per la prima volta. L’Ottocento è anche il secolo in cui sono apparsi i primi stati-nazione in Europa, ed ognuno di essi aveva uno specifico ordinamento giuridico con nuove regole. Per i suoi studi, Amari si basò su tre regole giuridiche fondamentali:
- Le regole legislative, che consistono nell’insieme delle leggi emanate, esistenti laddove è presente un Parlamento, e non una monarchia;
- Le regole giudiziarie o giurisprudenziali, che consistono nelle decisioni dei giudici in un processo civile o penale;
- Le regole dottrinali, che consistono nelle regole contenute nei manuali.[18]

Lo studioso ritenne che si dovesse parlare di una scienza basata solamente sulle regole legislative, in quanto a suo tempo esistevano codici astratti e nessun'altra forma più concreta. Successivamente a Parigi, nel Novecento, un gruppo di studiosi francesi si riunì e fondò la Société de législation comparée, affermando che questa scienza aveva come unico scopo quello di unificare il diritto dei vari ordinamenti. Studiosi successivi hanno confutato la tesi, dicendo che il fine del diritto comparato non poteva essere quello di unificare un unico tipo di diritto: possedendo uno scopo non avrebbe avuto più un fondamento scientifico, per cui il diritto comparato si deve limitare alla sola comparazione.

## Modelli di comparazione giuridica

### La classificazione di David
Secondo la teoria di René David è possibile individuare tre grandi famiglie giuridiche contemporanee: 
- Una è quella della tradizione romanico-germanica, erede del Diritto romano, basata sul formante legislativo;
- una del common law anglosassone, basata sul formante giurisprudenziale;
- una socialista appartenente ai paesi di derivazione comunista caratterizzata da una forte avversione verso la proprietà privata (oggi peraltro temperata rispetto al passato).[19][20]

### La classificazione di Mattei e Monateri
Trent’anni dopo la classificazione di David, negli anni novanta, apparve la classificazione di Ugo Mattei e Pier Giuseppe Monateri, che seguiva tre modelli di controllo sociale: diritto, politica e religione o tradizione. Grazie a questi tre modelli si dividono tre nuove famiglie:
- La famiglia ad egemonia professionale, quella in cui il giurista è un tecnico professionista che fa diritto senza alcun legame con politica e religione, di cui fanno parte il civil law e il common law, riuniti nella cosiddetta Western Legal Tradition;

- La famiglia ad egemonia politica, quella in cui non esiste la figura del giurista, di cui fanno parte i Paesi socialisti come Cuba;

- La famiglia ad egemonia religiosa, quella in cui la legge è fortemente legata alla religione e alla tradizione, di cui fanno parte il diritto islamico, il diritto africano, dove esiste un sistema di tribù, e in parte il diritto cinese.

### La classificazione di Kötz e Zweigert
Un'altra teoria è quella offerta da Kötz e Zweigert, i quali propongono una classificazione in base allo stile dei giuristi (che è più pratico nel sistema anglosassone rispetto a quello teorico del civil law), alla formazione storica, alle fonti del diritto nazionale, ai fattori ideologici (per esempio, il socialismo) e ai singoli istituti caratterizzanti ciascun ordinamento giuridico. I due studiosi giungono, con tali criteri, a individuare prima di tutto una famiglia a matrice dogmatica, cioè fondamentalmente e prevalentemente basata sulla religione. È il caso del sistema giuridico proprio dell'area islamica, dominato dalla legge della Sharīʿa scritta nel Corano o attraverso la Sunna (la tradizione ascritta al Profeta dell'Islam, una consuetudine), e di quello induista, caratterizzato dalla divisione del popolo in caste. In tali ordinamenti il soggetto è prima di tutto responsabile innanzi al Dio, prima che alla legge umana; è tenuto a osservare le leggi in quanto promanazione del Signore come dovere religioso prima che civico. Una seconda famiglia, sempre secondo tale teoria, è quella orientale, rappresentata dagli ordinamenti giapponese e cinese. Questi non sono fondati su credenze religiose bensì su un rigido sistema tradizionale laico. In particolare, la giurisprudenza in Cina nella storia anteriore all'ascesa di Mao Zedong era caratterizzata da un'accentuata avversione alla legge in generale. L'ordine della società doveva essere costruito individualmente, la dottrina del Confucio, ciascun soggetto doveva attuare la condotta del **li**, cioè un comportamento giusto, ragionevole, onesto e probo. Doveva relazionarsi con tutti ed evitare individualmente la nascita di liti. La legge, in quanto strumento di risoluzione delle liti, era spia di una cattiva società che non riusciva individualmente a mantenere la pace sociale. Il buon magistrato era infatti considerato non colui che risolveva più casi conflittuali, ma chi evitava il loro sorgere. Con la rivoluzione socialista il sistema cinese conobbe una forte deriva verso un ideale comunista: oggi infatti si può considerare un ordinamento misto. Il Giappone ebbe invece una storia giuridica nell'età antica influenzata dal confucianesimo cinese, poi un'età feudale chiamata età dell'Edo. In questo periodo si formò un diritto consuetudinario non scritto, anche questo basato sulla benevolenza tra i singoli e una forte morale e coscienza collettiva. Non vi erano processi né liti perché queste venivano regolate attraverso conciliazioni a arbitrati privati. Una terza famiglia è quella socialista, ancora presente e caratterizzante l'ordinamento cinese, della nord Corea e Cuba. Gli altri ex-socialisti stanno lentamente tornando verso il modello liberista occidentale. Infine quelle dei paesi occidentali: common law e civil law (anche se le loro differenze non sono più così lontane come in passato).

## Critiche ai modelli di comparazione giuridica
In realtà è possibile elevare forti critiche alla distinzione di Zweigert e Kötz e anche a quella di David. Queste infatti sono eccessivamente eurocentriche e non tengono in considerazione il fatto del crollo del socialismo, dell'evoluzione del diritto orientale, che si è aperto maggiormente a quello occidentale, e all'attenuarsi delle differenze tra il diritto continentale e anglosassone. Si può più semplicemente affermare che in ogni società presa in considerazione esistono tre modelli giuridici che coesistono tra loro in ogni momento. Quello tradizionale-religioso, quello a base politica e quello a base del diritto. Ora laddove uno dei modelli prevale sugli altri si ha un'egemonia e il sistema giuridico della società si caratterizza verso tale modello.
Se quindi si ha un'egemonia del diritto (Rule Of Professional Law) questo è il sistema prescelto per dirimere le controversie tra le parti, per governare lo stato, per definire ciò che è giusto da ciò che non lo è. Cioè tutto è determinato secondo la legge.
Se c'è egemonia del fattore religioso-tradizionale, si applicano direttamente i testi sacri (come nel caso della Sharī‘a islamica, che in alcuni paesi è considerata vigente) o si promulgano leggi fortemente condizionate da essi; se c'è egemonia politica, il dettato della dottrina politica.